# Canistrum perplexum
Espèce
Synonymes
- Edmundoa perplexa (L.B.Sm.) Leme

Canistrum perplexum est une espèce de plantes à fleurs de la famille des Bromeliaceae. C'est une plante tropicale endémique du Brésil et décrite en 1935 par le botaniste américain Lyman Bradford Smith.

## Synonymes
- Edmundoa perplexa (L.B.Sm.) Leme

## Distribution
L'espèce est endémique de l'État de São Paulo au sud du Brésil.

## Description
L'espèce est épiphyte.